# Metopium toxiferum
Espèce
Classification phylogénétique
Metopium toxiferum ou arbre empoisonné est une espèce d'arbre de la famille des Anacardiaceae.
Cette espèce vit en Floride et en Amérique du Sud.
Elle est connue pour produire de l'urushiol.